# Paschalis III.
Guido von Crema (* bei oder in Crema; † 20. September 1168 in Rom) war vom 22. April 1164 bis zu seinem Tode unter dem Namen Paschalis III. Gegenpapst zu Alexander III.
Geboren in Lucca, wurde Guido von Crema als Kardinal auf Betreiben des Kanzlers Rainald von Dassel 1164, nach dem Tode des kaiserlich gesinnten Gegenpapstes Viktor IV., von der kaiserlichen Partei Friedrich Barbarossas auf einem Konzil in Würzburg zum Papst gewählt. Er nahm daraufhin den Namen Paschalis an. Die überlieferten Amtshandlungen Paschalis III. drücken seine Verbundenheit zum staufischen Kaisertum aus, so die Kanonisierung Karls des Großen im Jahre 1165 und die neuerliche Krönung des Kaisers im Jahre 1167.